# 2797 Teucer
2797 Teucer је Јупитеров тројански астероид са пречником од приближно 111,14 .
Афел астероида је на удаљености од 5,559 астрономских јединица (АЈ) од Сунца, а перихел на 4,651 АЈ.
Ексцентрицитет орбите износи 0,088, инклинација (нагиб) орбите у односу на раван еклиптике 22,393 степени, а орбитални период износи 4213,913 дана (11,537 годину).
Апсолутна магнитуда астероида је 8,40 а геометријски албедо 0,062.
Астероид је откривен 4. јуна 1981. године.